# Топля
То́пля (словац. Topľa) — река в восточной Словакии. Правый приток Ондавы. Длина реки составляет 129,8 километра. Площадь бассейна реки — 1544 км². Расход воды — 8,3 м³/с.
Река берёт начало в горном массиве Чергов, от горной вершины Минчоль, приблизительно в двух километрах к юго-западу от села Ливовска Хута. Протекает через Ондавскую возвышенность, Бескидское предгорье, Восточнословацкие холмы и Восточнословацкую равнину, после чего впадает в Ондаву, в районе деревни Парховани. Протекает через Бардейов, Гиралтовце, Ганушовце-над-Топлёу, Бановце-над-Ондавоу и Вранов-над-Топлёу.